# Jhon Lucumí
Jhon Janer Lucumí Bonilla (Cali, 1998. június 26. –) kolumbiai profi labdarúgó, a Bologna és a kolumbiai válogatott középhátvédje.
A Deportivo Cali utánpótlásában nevelkedett, és ott debütált az első osztályban 2015-ben. A klubnál eltöltött három év után átigazolt a KRC Genk csapatához, ahol első szezonjában a belga szuperkupa mellett bajnoki címet is szerzett. 2021-ben Lucumí megnyerte a Belga Kupát, majd a következő évben a Bologna FC 1909-be igazolt
Ifjúsági szinten Lucumí tagja volt a 2014-es dél-amerikai játékokon aranyat nyerő kolumbiai U-17-es válogatottnak. Emellett képviselte hazáját a 2015-ös dél-amerikai U17-es bajnokságon. 2018-ban kapott először meghívást a kolumbiai labdarúgó-válogatottba, de csak egy évvel később, a Panama elleni barátságos mérkőzésen debütált. Benne volt Kolumbia 23 fős keretében a 2019-es és a 2021-es Copa Américán, az utóbbin Kolumbia bronzérmet szerzett.

## Klubkarrier

### Genk
Lucumí 2018 júliusában szerződött a belga KRC Genkhez.

### Bologna
2022. augusztus 18-án a Bolognához igazolt. Augusztus 27-én debütált, az AC Milan ellen.

## Válogatott karrier
A kolumbiai válogatottban 2019. június 3-án, a Panama elleni barátságos mérkőzésen debütált.
2024. június 14-én Lucumí bekerült ott volt a 2024-es Copa Américán is. Kezdő volt a Paraguay meccsen a csoportkörben, de a 25. percben megsérült. Bár július 10-én visszatért sérüléséből, a hátralévő meccseken Carlos Cuestával játszott a helyén.

## Fordítás
Ez a szócikk részben vagy egészben  a   Jhon Lucumí című angol Wikipédia-szócikk ezen változatának fordításán alapul.  Az eredeti cikk szerkesztőit annak laptörténete sorolja fel. Ez a jelzés csupán a megfogalmazás eredetét és a szerzői jogokat jelzi, nem szolgál a cikkben szereplő információk forrásmegjelöléseként.